# Иванович, Любомир
Любомир «Люба» Иванович (24 февраля 1882, Белград, Королевство Сербия — 23 ноября 1945, Белград, Королевство Югославия) — сербский художник, гравер и рисовальщик, член Сербской королевской академии. Считается одним из первых сербских импрессионистов.

## Биография
Любомир Иванович учился в Сербской школе рисования Кирилла Кутлика, а затем в школе декоративно-прикладного искусства Беты Вуканович и Ристо Вукановича в Белграде (1899—1905 гг.). Впервые молодой художник выставлял свои работы на в 1904 году на первой югославской художественной выставке.
В 1905 году он отправился в Мюнхен и поступил в частную школу живописи Антона Ажбе и в Академии(1905—1909 гг.).
По завершении обучения Любомир Иванович вернулся на родину был назначен учителем в гимназию.
В первую мировую войну Иванович был санитаром в больнице. В этот период ему удалось создать пару работ: рисунок под названием «Бегство» (Бег) в 1915 году, запечатлевший момент отступающей армии, и столь же могущественный[прояснить] «Павший солдат» того же периода.
После войны Любомир Иванович стал профессором рисования в Школе искусств и ремесел в Белграде.
Он был одним из основателей Ассоциации художников в Белграде (1919 год) и членом художественной ассоциации «Lada».
В 1922 году он стал членом Сербской Королевской Академии (позже Сербской Академии наук и искусств).
Работы, написанные во время путешествуя с другом Вассой Поморишацем, были опубликованы в нескольких специально изданных альбомах.
С 1940 по 1945 год он был штатным профессором графики и гравюры в Академии изящных искусств в Белграде.
Работы художника можно увидеть в художественных галереях и музеях по всей стране. Часть работ Любомира Ивановича находятся в коллекции Милана Йовановича Стоимировича.

## Работы художника

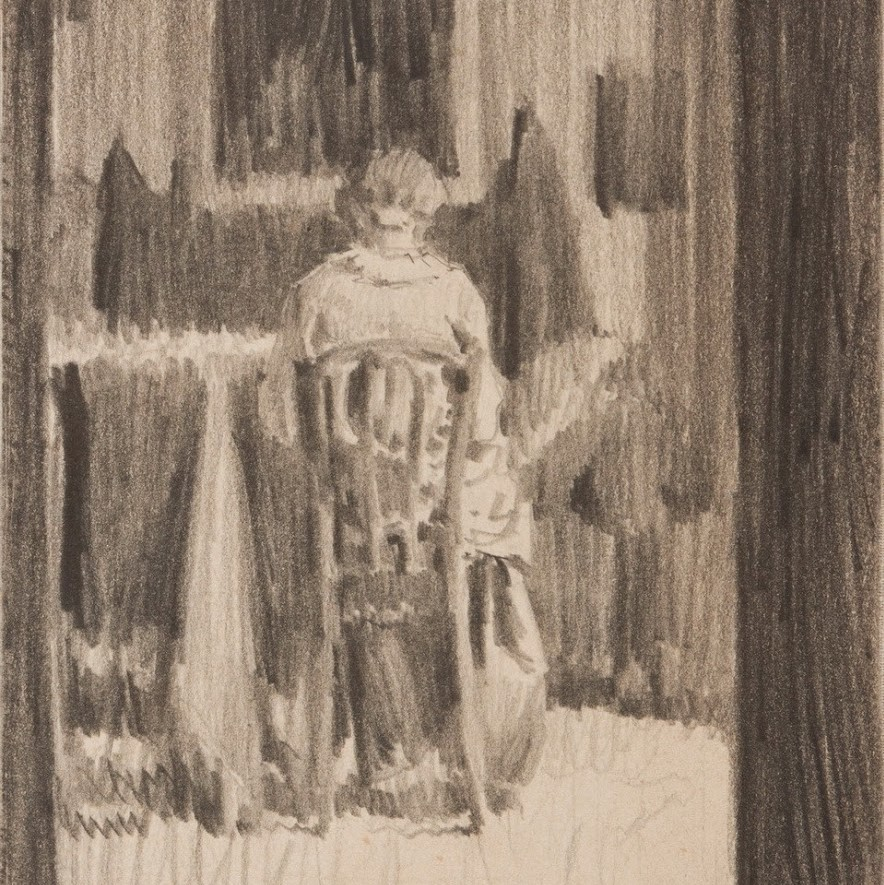
Женщина в интерьере, 1916 г.
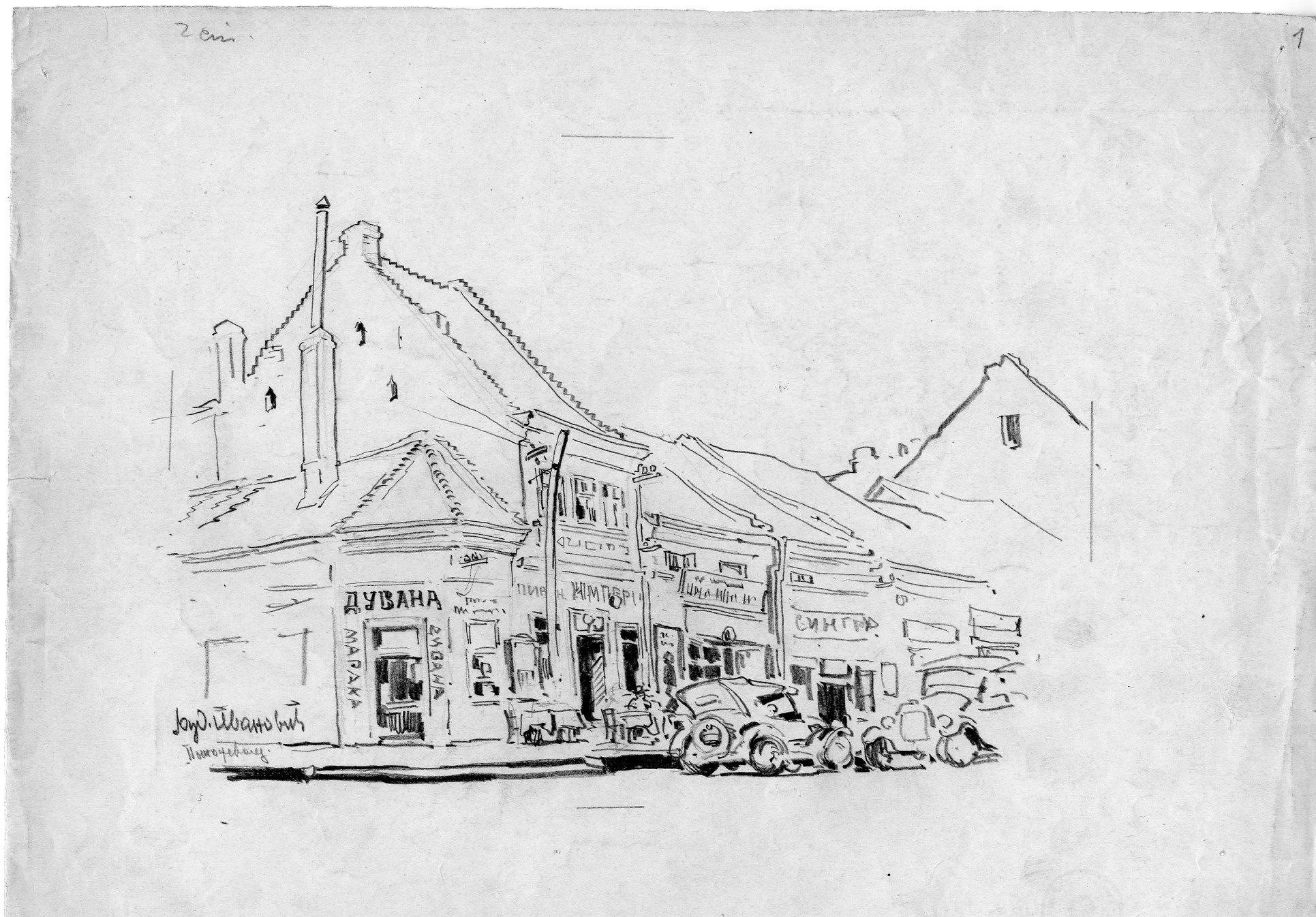
Соко Баня, 1930 г.
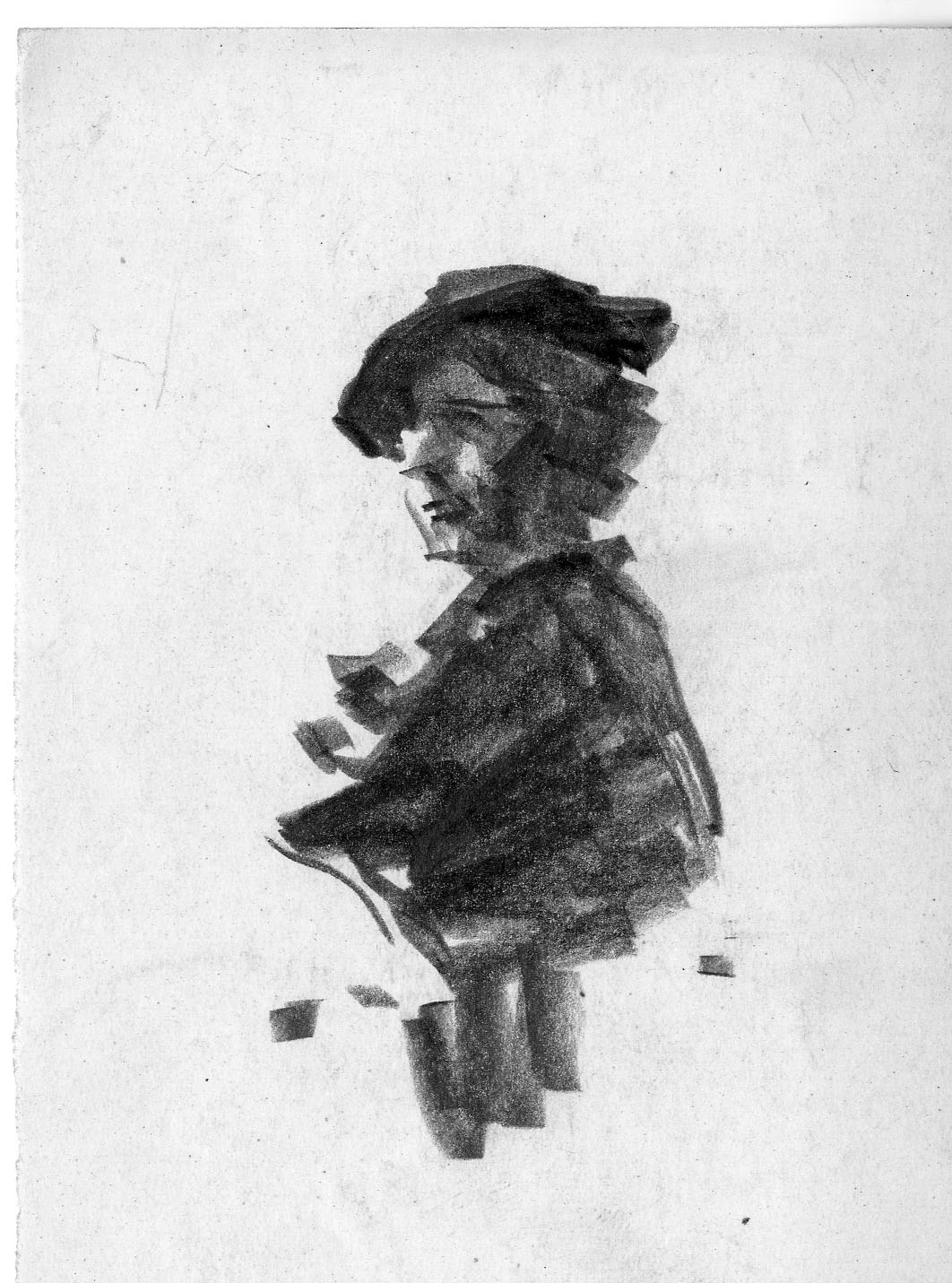
Женщина в шляпе
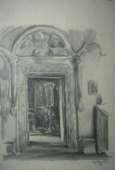
Портал Любостинье (Ljubostinje), чертёж
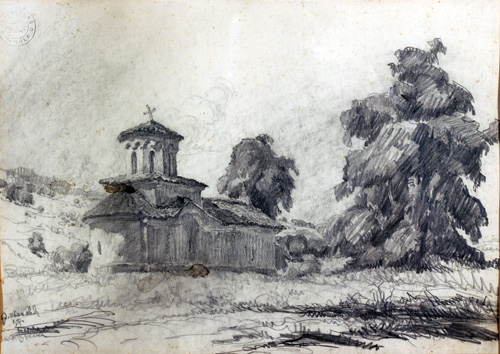
Белая церковь, 1937
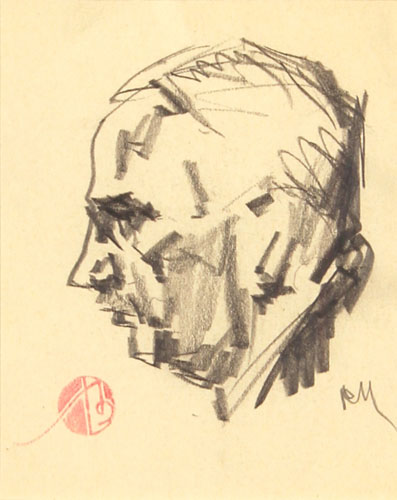
Голова, 1920-1922
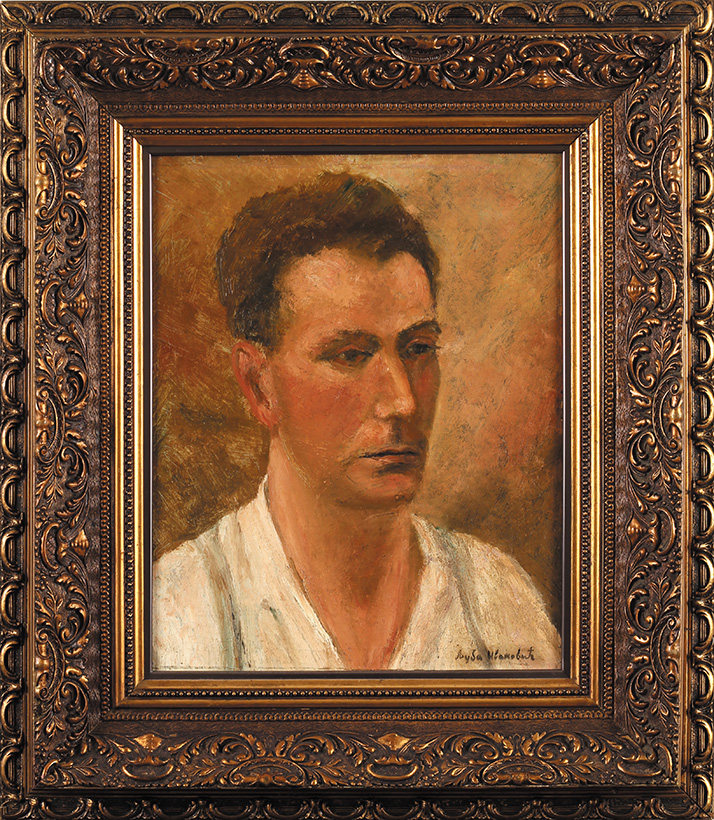
Портрет молодого человека, 1940 г.
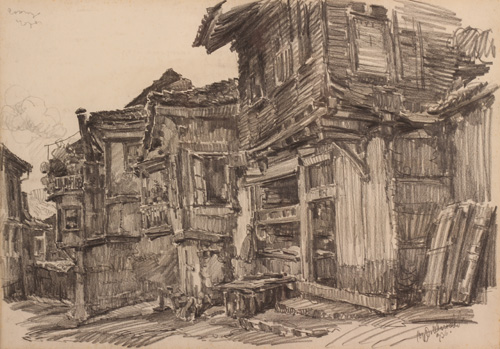
Мотив из Южной Сербии, 1936 г.
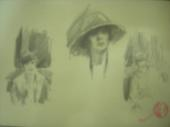
Три фигуры
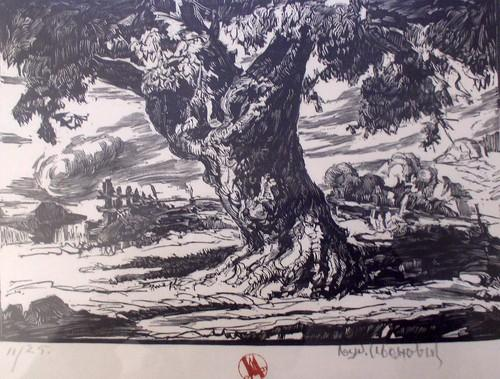
Древо-графика
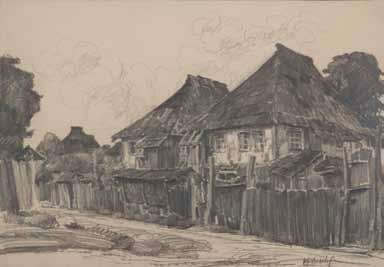
Старые дома, чертёж, 1938 г.
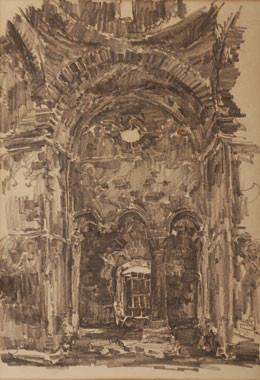
Интерьер монастырской церкви, чертёж, 1938 г.
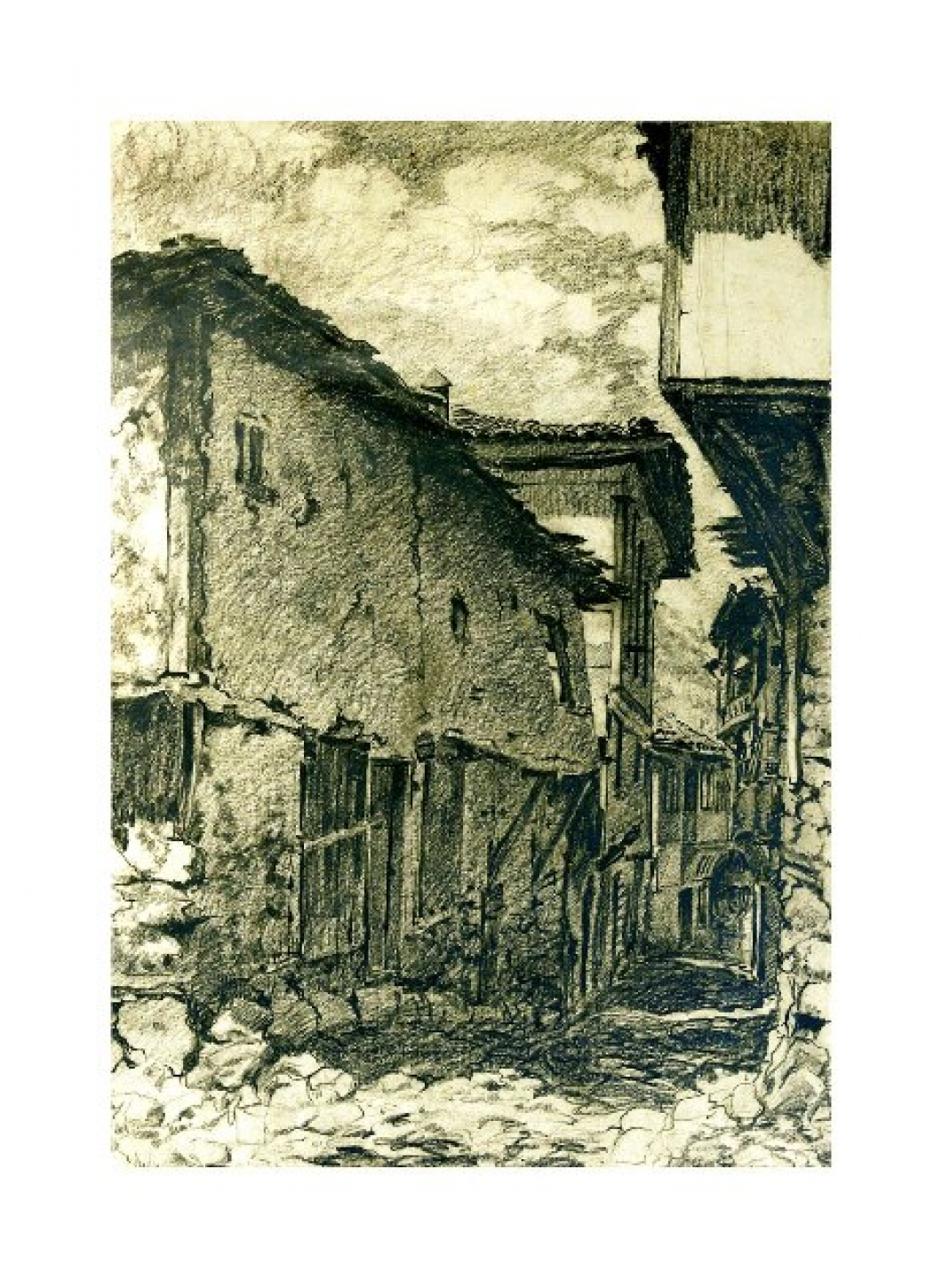
Мотив из Кратово, 1939 г.
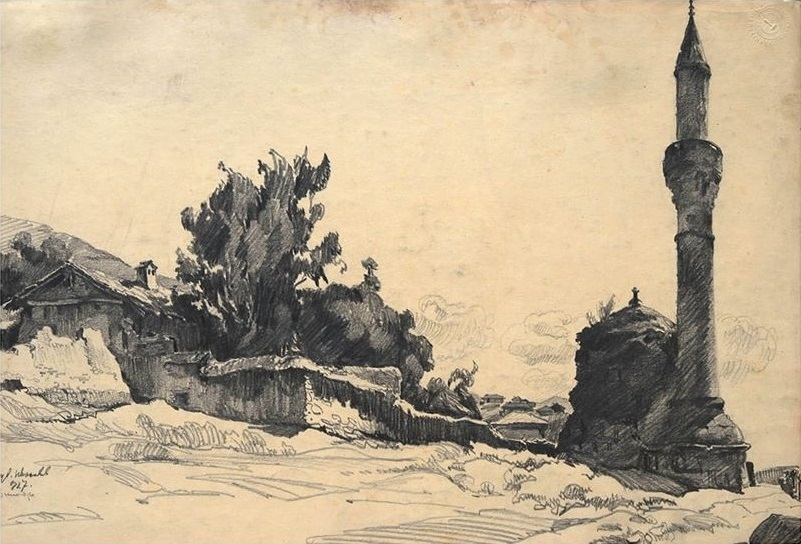
Мотив из Битола (Теке), 1927 г.
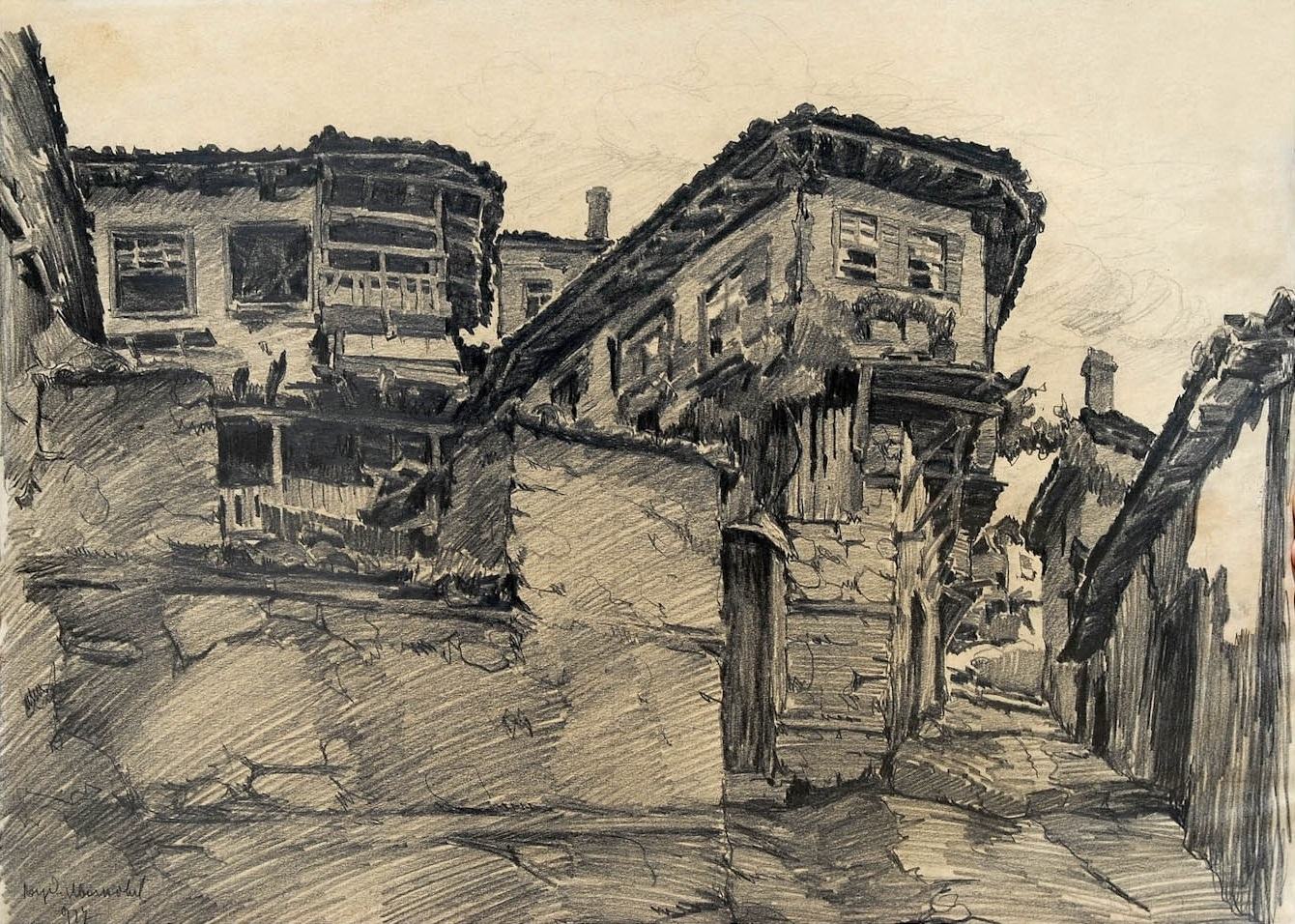
Мотив из Охрид, 1927 г.